# José Luis Oriol
José Luis de Oriol y Urigüen (Bilbao, 4 de noviembre de 1877-Madrid, 15 de abril de 1972) fue empresario eléctrico y ferroviario, arquitecto y político español. 

## Biografía
Casado con Catalina de Urquijo y Vitórica (hija de Lucas de Urquijo —sobrino del primer marqués de Urquijo—), con quien tuvo ocho hijos: José María (futuro presidente de Hidrola), Lucas, Fernando, Antonio María (futuro ministro de Justicia); María Sacramento, casada con José María de Palacio; Teresa, Ignacio y Catalina (monja carmelita descalza). Todos los hermanos apoyaron al bando sublevado en la guerra civil española.

### Arquitectura
Estudió arquitectura y entre sus proyectos más destacados se encuentra el palacio Oriol en Madrid, construido en 1914 (hoy el Hotel AC Palacio del Retiro), así como el actual edificio correspondiente a la Facultad de Medicina y Odontología de la Universidad de Valencia, recientemente (2010) rehabilitada, reformada y modernizada. También destacan por su majestuosidad el Palacio de Arriluce y el Palacio San Joseren construidos en Guecho.

### Fundación de Hidrola
Conjuntamente con su suegro Lucas de Urquijo y el ingeniero Juan Urrutia Zulueta, fundó Hidrola (Hidroeléctrica Española, que tras la fusión con Iberduero se convertirían en Iberdrola) a partir de Hidroeléctrica Ibérica. Fue presidente de la compañía hasta 1941, año en que cedió el puesto a su hijo José María Oriol y Urquijo.

### Fundación de Talgo
Dio el apoyo económico necesario al ingeniero Alejandro Goicoechea para el desarrollo de sus proyectos ferroviarios, al fundar la empresa Patentes Talgo en 1942.

### Político
Político derechista, fue diputado del Partido Maurista por Jaén (1919-1920), y posteriormente de la Comunión Tradicionalista por Álava (1931-1939). En las elecciones de 1936 fue elegido por la circunscripción de Álava el 1 de marzo con 13 873 votos de un total de 42 180 votantes, de 57 506 electores. La Junta del censo acordó no proclamar diputado a Cortes a ninguno de los candidatos, por lo que se celebraron nuevas elecciones en marzo.
Durante la guerra civil española apoyó al bando sublevado.
En 1969 formó parte de una comisión de antiguos diputados tradicionalistas presidida por Ricardo Oreja Elósegui que manifestó su adhesión a Franco en El Pardo tras la expulsión de la familia Borbón-Parma y poco antes del nombramiento de Juan Carlos de Borbón como futuro rey de España.